# Brachymyrmex modestus
Brachymyrmex modestus é uma espécie de inseto do gênero Brachymyrmex, pertencente à família Formicidae.